# Ulster (textil)

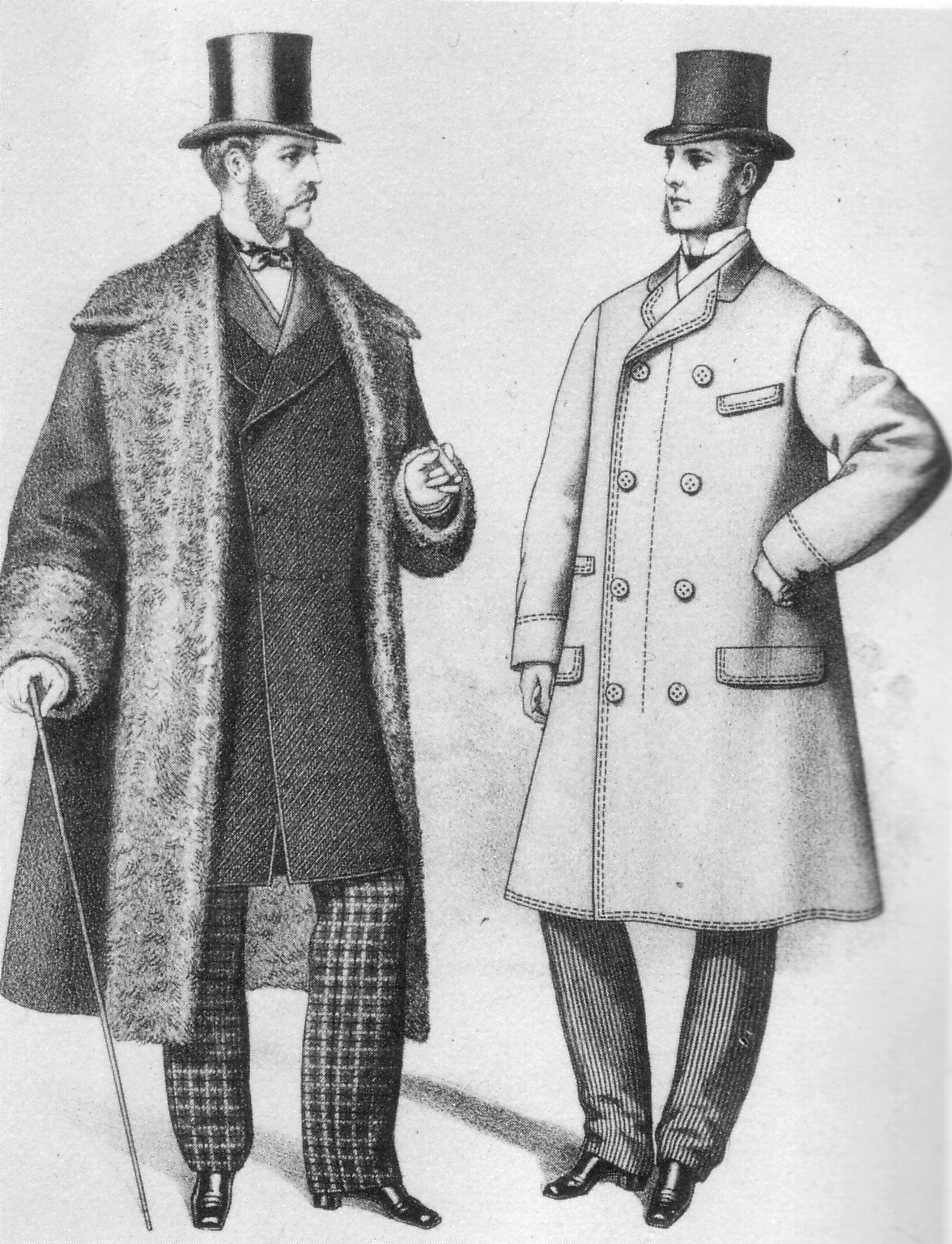
Män med ulster

Ulster är idag mest förknippat med de klädesplagg som tillverkades av det ursprungligen irländska ylletyget som benämndes "ulster" efter provinsen Ulster i Irland.
Klädesplagget är ett ankellångt löst sittande ytterplagg i kraftigt ylletyg, ofta med en löstagbar cape. Plagget kan vara enkel- eller dubbelknäppt, men alltid försett med ett bälte alternativt halvbälte baktill och stickningar (synliga sömmar) i kanterna. Plagget introducerades i England 1869 och betraktades som ett resplagg för både män och kvinnor.
Kamelhårsrocken blev dess efterföljare eller alternativ i viss mån.